# Аргентинообразные
Аргентинообразные, или серебрянкообразные (лат. Argentiniformes), — отряд лучепёрых рыб. Распространены во всех океанах. Многие виды глубоководные.
Жировой плавник есть у большинства видов. Хвостовой плавник раздвоенный. Спинной плавник один, расположен около середины тела. Рот маленький. На верхнечелюстной и предчелюстной костях нет зубов. Надчелюстная кость отсутствует. В задней части жаберной полости расположен сложный эпибранхиальный орган, называемый «круменальным органом». Плавательный пузырь (если имеется) закрытый. В боковой линии 40—70 чешуй. Окраска тела серебристая.
Икра мелкая (диаметр от 1 до 3 мм), пелагическая. Личинки пелагические, личиночное развитие постепенное, трансформация в неполовозрелых особей сопровождается переходом к придонному образу жизни. 
В состав отряда включают четыре семейства с 21 родом и 87 видами:
- Argentinidae — Аргентиновые, или серебрянковые
- Opisthoproctidae — Опистопроктовые
- Bathylagidae — Батилаговые[3]
- Microstomatidae — Малоротовые[3]